# Тринадцять скарбів Британії
Тринадцять скарбів Британії (Tri Thlws ar Ddeg Ynys Brydain) − у валлійській міфології XV-XVI ст. набір чарівних артефактів, пов'язаних, вочевидь, із легендами про короля Артура. У різних списках конкретний склад набору варіюється, але кількість завжди 13.

## Загальні відомості

### Список
Стандартна версія списку включає такі скарби:
1. Біле Руків'я, меч Ріддерха Щедрого (Dyrnwyn, gleddyf Rhydderch Hael): якщо шляхетний муж витягав його з ножен, меч спалахував від руків'я до вістря. І будь-хто, хто попрохав би його собі, міг би його отримати, але через цю властивість ніхто взяти меча не наважувався. Тому-то Ріддерха й прозвали Щедрим.
2. Кошик Гвіддно Цибатого (Mwys Gwyddno Garanir): якщо покласти туди їжу для однієї людини, закрити та знов відкрити − там буде їжа для ста людей.
3. Ріг Брана Скупого з Півночі (Corn Brân Galed o'r Gogledd): в ньому з'являлося будь-яке питво, якого б не забажав володар.
4. Колісниця Моргана Багатого (Car Morgan Mwynfawr): вона могла домчати володаря, куди б він не забажав, за дуже короткий час.
5. Обротька Кліддно Ейддина (Cebystr Clydno Eiddin), яка була прив'язана до підніжжя його ліжка: якого б коня собі Кліддно не забажав − він би опинився в цій обротьці на ранок.
6. Ніж Ллаувродедда Фархога (Cyllell Llawfrodedd Farchog): за допомогою цього ножа двадцять чотири могли їсти за одним столом.
7. Казан Диврноха Велетня (Pair Dyrnwch Gawr): якщо покласти в цей котел м'ясо та спробувати приготувати страву для боягузливої людини, він не закипить, але якщо для сміливої людини − закипить швидко
8. Точильний камінь Тудвала Тудкліда (Hogalen Tudwal Tudclyd): якщо смілива людина точитиме на ньому меча − її меч вб'є того, кого зачепить, якщо боягуз − його меч навіть не подряпає нікого.
9. Плащ Падарна Червоної Туніки (Pais Badarn Beisrydd): він пасував лише високородним, простолюдинам не пасував.
10. Горщик та блюдо Рігенідда Священика (Gren a desgyl Rhygenydd Ysgolhaig): там з'являлася будь-яка страва, якої б не побажали. Рахується за два пункти.
11. Шахівниця Гвенддолеу сина Кейдіо (Gwyddbwyll Gwenddoleu ap Ceidio): якщо розставити на ній фігури, вони почнуть гру самотужки.
12. Плащ Артура з Корнуоллу (Llen Arthyr yng Nghernyw): плащ-невидимець.

У пізніших списках 10 та 11 рахуються за один пункт, іще один пропускається (в різних манускриптах різний), зате додаються такі (взяті з континентальних романів про Артура):
1. Плащ Тегау Золотогрудої (Mantell Degau Eurvron): підходив лише тій жінці, що зберегла цноту до шлюбу та подружню вірність. А такою при дворі Артура була лише Тегау.
2. Перстень з каменем Елунед Щасливої (Maen a Modrwy Eluned ddedwyd): чарівний перстень, у якому був камінь − крутнеш його, і зробишся невидимкою.

Зауважимо, що в найранішому манускрипті (де подано стандартний список) описи скарбів відсутні.

### Доля скарбів
Як твердить валлійський трактат «Двадцять чотири наймогутніших королі», Тринадцять скарбів Британії зберігалися в місті Карлеон при дворі короля Артура, там само, де й Круглий Стіл.
Примітка в одному зі списків (Peniarth MS 147, близько 1566) твердить, що всі тринадцять скарбів зібрав докупи, випрохавши їх у їхніх володарів, Мерлін. (Одинадцятеро володарів зауважили, що віддадуть свої скарби, лише якщо Мерлін здобуде ріг Брана Скупого, вважаючи, що Мерлін його не здобуде − коли ж здобув, довелося їм його віддати). Потім же Мерлін пішов зі скарбами до «Скляного Будинку», де вони залишаться довіку.
Аналогічно валлійський антиквар Льюїс Морріс наводив перекази, що Мерлін кінець кінцем забрав ці скарби з Карлеона до «Скляного Будинку» на острові Енллі (Бардсі). В інших текстах збирачем постає Талієсин.

### Походження образу
Хоча перелік Тринадцяти скарбів Британії доволі пізній, коріння, імовірно, йде глибше. Принаймні в казці «Кілух та Олвен» (зі збірки «Мабіногіон») велетень Ісбаддаден воліє від принца Кілуха, який бажає його дочку за дружину, роздобути набір скарбів, між який є й кошик Гвіддно, й казан Диврноха.

## Детальніше

### Ріг Брана
Вище згадувалося, що, згідно примітці в Peniarth MS 147, Мерлін звернувся до королів і лордів Британії, щоб попросити їхні скарби. Вони погодилися за умови, що він отримає ріг Брана, припускаючи, що це завдання буде неможливо виконати (чи то через репутацію Брана як скнари, чи то з якоїсь іншої причини). Однак Мерлінові якимось чином вдалося отримати ріг, а отже, і інші скарби. Та ж примітка розповідає передісторію рогу: Геракл зняв ріг з голови вбитого ним кентавра; потім вдова кентавра вбила Геракла.
Валлійський поет середини XV століття Гутор Глін розповідає, що Бран був північним дворянином, відомим своєю скнарістю, але Талієсин перетворив його на людину, вищу за Трьох найщедріших чоловіків у Британії. З урахуванням того, що деякі тексти натякають, що саме Талієсин зібрав докупи Тринадцять скарбів, можливо, йдеться за те, що Талієсин випрохав у нього ріг.

### Казан Диврноха
Казан такого собі Диврнаха Ірландця (Diwrnach) згадується в казці «Кілух та Олвен» − там йому не приписується якихось чарівних властивостей. Артур та його лицарі Бедвур та Лленлеог Ірландський привозять казан з Ірландії, відбираючи його в ірландського короля Одгара сина Аеда, чиїм наглядачем і був Диврнах.
Раніша валлійська поема «Здобич Аннуїну» описує чарівний котел, який має ті ж властивості, що й казан Диврноха (готує їжу тільки для хоробрих). Артур, його лицарі (зокрема такі собі Ллеміног та Ллеог) та Талієсин привозять його з чарівного Острова Міцних Дверей, що лежить у потойбічному світі Аннуїн. Вочевидь, версія, наведена в «Кілуху…», раціоналізує давнішу.
Велетень Диврнох згадується в валлійському манускрипті Peniarth MS. 118 як мешканець Евіасу. Ім’я Диврнах походить з ірландського Diugurach та може бути особистою інновацією автора «Кілуха…» як створення ірландського антуражу.

### Плащ Падарна
Падарн Червона Туніка згадується в родоводах як дідусь Кунедди. Вочевидь, це був романо-бриттський аристократ IV сторіччя.
Далі, вочевидь, він був помилково сплутаний із валлійським святим Патерном, і в Житії святого Патерна ми читаємо легенду, що святий привіз із Єрусалима чудову туніку, яку мали право носити лише священики. Артур, побачивши її, забажав відібрати її в Патерна (дарма що лицарі вмовляли його не робити цього), за що був покараний − провалився під землю по підборіддя. Артур гірко розкаявся, і Патерн молитвою визволив його, після чого Артур став його парафіянином.

### Шахівниця Гвенддолеу
Шахівниця, фігури на якій рухалися самі собою, згадується в казці «Передур, син Евраука» зі збірки Мабіногіон − вона знаходиться в Замку Див та належить імператриці Константинополя (є ключем до оборони імперії). Засмутившись, що перемогла не та сторона, за яку він уболівав, Передур викидає дошку в вікно, чим ставить оборону імперії під загрозу, тож змушений стати лицарем імператриці.
Така ж шахівниця згадується в деяких континентальних романах (Друге продовження «Персиваля» Кретьєна, «Персиваль» Дідо). Зокрема в Другому продовженні згадується, що шахівницю створила Моргана ле Фей.

### Плащ Артура
Чарівний плащ-невидимець короля Артура згадується в іншому оповідані з Мабіногіону − «Видіння Ронабві». Там він називається Гвенн. Також плащ Артура побіжно згадано в «Кілуху та Олвен», але без жодних деталей.
Окрім Артура, володарем плаща-невидимця в Мабіногіоні постає Кассівелаун.